# Beunza
Beunza (Beuntza en euskera y oficialmente Beuntza / Beunza) es una localidad española y un concejo de la Comunidad Foral de Navarra perteneciente al municipio de Atez. 
Está situado en la Merindad de Pamplona, en la comarca de Ultzamaldea, y a 22 km de la capital de la comunidad, Pamplona. Su  población en 2021 fue de 56 habitantes (INE), su superficie es de 9,83 km² y su densidad de población de 3,26 hab/km².
Dentro del concejo se encuentran los lugares habitados de  Beunza y Beunza-Larrea.

## Geografía física

### Situación
La localidad de Beunza está situada en la parte Norte del municipio de Atez a una altitud de 827 m s. n. m.
Su término concejil tiene una superficie de 9,83 km² y limita al norte con los concejos de Auza e Ilarregui ambos en el municipio de Ulzama así como con la Facería 46; al este con los de Larráinzar, Lizaso y Gorronz-Olano todos ellos en el municipio de Ulzama; al sur con Berasáin, Erice y Músquiz en el municipio de Imoz; y al oeste con el de Oscoz en el municipio de Imoz.
| Noroeste: Ilarregui (Ulzama) | Norte: Facería 46     | Nordeste: Auza (Ulzama)                     |
| Oeste: Oscoz (Imoz)          |                       | Este: Larráinzar y Lizaso (ambos en Ulzama) |
| Suroeste: Músquiz (Imoz)     | Sur: Berasáin y Erice | Sureste: Gorronz-Olano (Ulzama)             |

## Demografía

### Evolución de la población
| Gráfica de evolución demográfica de Beunza entre 2000 y 2010 |
|                                                              |
| Datos según el nomenclátor publicados por el INE.            |

### Distribución de la población
El concejo se divide en las siguientes entidades de población, según el nomenclátor de población publicado por el INE (Instituto Nacional de Estadística). Los datos de población se refieren a 2014. 
| Entidad de Población | Población (2014) |
| -------------------- | ---------------- |
| Beunza               | 60               |
| Beunza-Larrea        | 1                |